# Raymond Germanos
Raymond Germanos est un ancien général d'armée et chef de cabinet ministériel.

## Biographie
Fils du colonel syrien Negib Germanos et de Olga Tatar, Raymond Germanos est né à Qamichli, en Syrie le 16 février 1941. Il entre à l'École spéciale militaire de Saint-Cyr en 1961 après avoir fait ses classes au Prytanée national militaire (La Flèche, Sarthe). À 23 ans, il est nommé chef de section au sein du 129e régiment d'infanterie motorisée puis intègre le 2e régiment étranger de parachutistes (2e REP) en 1967. Il se marie quelques mois plus tard avec Renate Stuis et, en 1969, il part en détachement pour le Tchad.
Après avoir été promu au grade de colonel en 1983 puis de Général de brigade en décembre 1986, il entre en fonction au Centre des hautes études militaires (CHEM) et à l'IHEDN en tant qu'auditeur, puis, en juillet 1987, il est nommé adjoint au chef du Cabinet militaire pour le Ministère de la Défense. Il est nommé commandant de la 11e division parachutiste à partir de septembre 1991,. L'année suivante, Raymond Germanos dirige un contingent de plus de 800 hommes mis à disposition de l'ONU lors des opérations au Cambodge. Il participe aux opérations menées dans le cadre de la FORPRONU en ex-Yougoslavie pendant la Guerre de Bosnie-Herzégovine. En septembre 1993, il quitte le commandement de la 11e division parachutiste pour intégrer la Force d'action rapide en tant qu'adjoint au général en remplacement du général de brigade Jean-Claude Pelletier.
En 1994, le ministre François Léotard entame un remaniement conséquent dans le haut commandement de l'Armée française. Raymond Germanos est alors nommé « sous-chef Opérations » à l'état-major avec prise d'effet au 1er mai 1994 et seconde l'amiral Lanxade à Srebrenica (ex-Yougoslavie) sous mandat des Nations unies dans le cadre de l'opération de maintien de la paix. Du fait qu'il s'agit d'une intervention multinationale, les prises de décisions nécessaires à l'avancée de la situation compliquent l'action des forces intervenantes. Les troupes françaises sur place remplissent leur mission de maintien de la paix dans un contexte difficile qui se détériore et qui débouche sur le Massacre de Srebrenica en juillet 1995.

« Quelle était la situation dans les semaines qui ont précédé Srebrenica ? Je rappellerai d'abord quelques dates qui permettront d'éclairer des affirmations approximatives que j'ai relevées : le 24 mai, prise des otages qui durera jusqu'au 18 juin 1995 ; le 27 mai, pont de Vrbanja ; le 8 juin 1995, mise en place des mortiers lourds français sur le mont Igman (initiative française, sans aucune couverture américaine) ; le 3 juin, annonce à Paris de la création de la FRR ; le 16 juin, résolution 988 adoptée par le Conseil de sécurité des Nations unies. [...] A compter du 21 juin, début de la mise en place à l’initiative française de la FRR qui malheureusement mettra du temps à arriver au mont Igman. Elle y parviendra fin août. Les derniers éléments lourds, des canons en particulier, sont déposés à Ploce après beaucoup de difficultés le 30 juillet. Il faut pratiquement un mois pour que nous puissions rejoindre le mont Igman compte tenu des difficultés que font Croates et Bosniaques pour le passage de cette force qui venait les défendre. L’attaque, la chute et le départ de soldats hollandais de Srebrenica ont lieu entre le 6 juillet et le 21 juillet. Srebrenica ne s'est pas terminé le 12 juillet. »

Lors de la suite de la Conférence de Londres du 21 juillet 1995, c'est le général Raymond Germanos qui représente la France dans le cadre de l'ultimatum lancé au général Ratko Mladić. Sa mission terminée, il est nommé Chef du cabinet militaire du ministre français des Armées et prend ses fonctions auprès du ministre Charles Millon en date du 1er septembre 1995,. Il est ensuite élevé au rang de Général de corps d'armée avec prise d'effet à compter du 1er octobre 1995.
Après la dissolution de l'Assemblée nationale par Jacques Chirac en avril 1997, Raymond Germanos est maintenu dans ses fonctions auprès du ministre socialiste Alain Richard. En juin 1998, il y est remplacé par le général de brigade Bernard Thorette. Élevé au grade de Commandeur de la Légion d'Honneur, il est ensuite désigné pour diriger le CHEM et l'IHEDN à partir du 15 juillet 1998 , et, en mars 1999, il est nommé Inspecteur général des armées,, faisant de lui l'un des plus hauts gradés de l'Armée française. À la même époque, il co-préside, avec le professeur de droit Patrick Daillier (Université Paris X), le jury de diplôme de l'École spéciale militaire de Saint-Cyr (promotions 1996-1999 et 1997-2000).
Son appartenance maçonnique lui vaut d'être impliqué en 2001 dans un dossier judiciaire de malversation, mais il semble qu'il n'y ait pas eu de suite : peu après, Raymond Germanos est nommé Conseiller du Gouvernement pour la défense et l'année suivante, il est élevé à la dignité de Grand Officier de l'Ordre national du Mérite.
En parallèle de son engagement pour l'Armée française, Raymond Germanos mène également une activité importante sur le continent africain. Conseiller de Paul Biya sur les questions de défense nationale et de sécurité de l'État, Raymond Germanos entretien une relation de proximité avec le chef d'État camerounais (il est par exemple l'une des rares personnalités étrangères présentes lors de la prestation de serment à la suite des élections d'octobre 2004). Devenu proche du général Mpecke, chef d'état-major particulier du président de la République du Cameroun, Raymond Germanos devient le moteur de la réforme de l'armée dans ce pays. C'est lui conçoit et met en place les Bataillons d'intervention rapide (BIR), une unité d'élite suréquipée et entraînée par l'armée israélienne, répondant directement aux ordres du président Paul Biya,.
Outre ses activités dans le domaine militaire, Raymond Germanos mène également un parcours d'affairiste, faisant office d'intermédiaire dans certaines transactions commerciales considérables. Personnalité devenue influente, il est considéré en 2007 par la presse locale comme l'un des français les plus puissants au sein du pouvoir camerounais. Il commence à faire valoir auprès du président Paul Biya des appuis importants issus du proche entourage du président de la République française Nicolas Sarkozy. Mais ces prétentions infondées donnent lieu à une enquête interne dans la haute administration française qui aboutit à son discrédit dans l'ensemble des circuits administratifs ainsi que de l'éloignement de Paul Biya à son égard. Selon un témoignage rapporté par le journal Nouvelle Expression, il a fait faire « des choix malheureux au Cameroun. Il a par exemple fait acheter du matériel militaire inutilement coûteux aux autorités camerounaises au nom de ses intérêts personnels, contribuant ainsi à détériorer l’image de la France ».
En 2010, il est condamné à 10 mois de prison avec sursis pour téléchargement d'images pédo-pornographiques.
En 2013, il devient conseiller à la défense de Faure Gnassingbé.

## Distinctions
|  |  |  |
|  |  |  |
|  |  |  |
|  |  |  |
|  |  |  |

### Intitulés
- Brevet de parachutiste militaire ;
- Commandeur de la Légion d'honneur en 1998[25] (officier en 1990) ;
- Grand officier de l'ordre national du Mérite en 2008[26] (commandeur en 1994[27], officier en 1986) ;
- Croix de la Valeur militaire Croix de la Valeur militaire avec deux citations ;
- Chevalier de l'ordre du Mérite agricole ;
- Chevalier de l'ordre des Arts et des Lettres ;
- Croix du combattant ;
- Médaille d'Outre-Mer avec agrafes ;
- Commandeur de l'ordre du Mono (2016)[28] ;
- Officier de l'ordre national du Mérite (Gabon) ;
- Croix du mérite militaire du Tchad avec étoile ;
- Médaille de la libération du Koweït (en) (Arabie saoudite).